# Антипремія правозахисників «Будяк року»

## Що таке «Будяк року»
Щороку 10 грудня Українська Гельсінська спілка з прав людини вручає Антипремію «Будяк року» особам та організаціям, які найбрутальніше порушують права людини.
Мета Антипремії — привернути увагу громадськості до брутальних порушень прав людини, що відбулися в державі протягом року, та стимулювати суспільну дискусію щодо небезпечних для прав людини тенденцій у вітчизняній правовій системі.
Антипремія є некомерційним проектом. Жодні ініціативи чи рішення, пов'язані з премією, не можуть бути спрямовані на отримання прибутку жодним з організаторів ініціативи, членів журі чи спонсорів премії. Спонсори премії не мають права впливати на прийняття рішень у будь-якій номінації.
Антипремія присуджується за найбільш ганебні та небезпечні порушення прав людини та основних свобод, що мають загальнонаціональне значення, та сталися в період з 1 листопада попереднього року до 1 листопада поточного року.

## Лауреати «Будяк року 2012»
Центральна виборча комісія (ЦВК)
«За численні та брутальні порушення виборчих прав громадян»
Харківська міська рада та Харківський окружний адміністративний суд
«За грубе порушення права на свободу мирних зібрань»
Національний банк України (НБУ)
«За брутальне порушення права власності з політичних мотивів»
Президент України Віктор Янукович, Голова Верховної Ради Володимир Литвин
«За зневагу до Конституції та законодавства України»
«Народний депутат Василь Грицак»
«За найбрутальніше втручання права на приватність», «За найнебезпечнішу законодавчу ініціативу в галузі прав людини»

## Лауреати «Будяк року 2011»
Національний банк України
за найбрутальніше втручання в право на приватність
Муратова Світлана, суддя, заступник голови Київського районного суду м. Харкова
за бездіяльність у випадку порушення прав людини,
за порушення права на свободу та справедливий судовий розгляд
за порушення свободи від катувань та жорстокого поводження
Окружний адміністративний суд м. Києва
за грубе порушення свободи мирних зібрань

Заступник Генерального прокурора України, член Вищої Ради юстиції України Михайло Іванович Гаврилюк
за тиск на суддів і неповагу до інституту правосуддя
Прем'єр-міністр М. Я. Азаров, віце-прем'єр міністр С. Л. Тігіпко, міністр фінансів Ф.О, Ярошенко, заступник голови правління Пенсійного фонду України В.Никитенко
в номінації «за незаконні дії щодо судової влади і неповагу до інституту правосуддя»
Президент України Віктор Янукович
Премія «Золотий будяк» у 2011 році за систематичне використання своїх повноважень для обмеження прав і свобод й байдужість до масових порушень прав людини
Лауреатів та номінантів за попередні роки можна знайти за цим [Архівовано 2 грудня 2010 у Wayback Machine.] посиланням.

## Лауреати «Будяк року— 2010»
Могильов Анатолій Володимирович — Міністр внутрішніх справ України
Номінація: Золотий будяк за свідому політику зневаги прав людини та основоположних свобод
Зокрема, за його керівництва:
- Зросла кількість насильницьких смертей в міліції
- Незаконно припиняли мирні зібрання, незаборонені в судовому порядку, чинили перешкоди у їх проведенні та затримували організаторів й учасників мирних зібрань
- Практично відсутнє належне розслідування незаконних дій міліції
- Формується політика ініціатив, потенційно загрозливих для фундаментальних прав особи, наприклад, просувається ініціатива внесення до залізничних квитків персональних даних особи, впроваджується незаконна примусова дактилоскопія осіб, доставлених до районних відділів міліції
- Поновлена система показників оцінки успішності діяльності міліції, що стимулює порушення прав людини
- Відбулося повернення до політики закритості діяльності МВС через фактичну відмову співпрацювати з громадськими організаціями
- Посилене втручання в права іноземців незалежно від того чи здійснюють вони незаконну діяльність
- Здійснювався тиск на правозахисників через їхню діяльність (справи Д.Гройсмана, А.Федосова та О.Вєренцова)

Хорошковський Валерій Іванович — Голова Служби безпеки України
Номінація: Використання спецслужби для системного обмеження громадянських свобод
Зокрема, за його керівництва:
- Збільшилася кількість випадків необґрунтованого втручання в суспільне життя
- Зазнавали постійного тиску активісти, журналісти та ректори ВНЗ
- Створена можливість для втручання у діяльність суддів через участь в роботі Вищої ради юстиції та «контролю за винесенням суддями рішень»
- Здійснено істотне обмеження доступу до архівів СБУ про радянське минуле, скасовано рішення про передачу електронних архівів до публічних бібліотек
- Затримано історика Р.Забілого, вилучено його персональний ноутбук, проведено обшук в Національному музеї-меморіалі пам'яті жертв окупаційних режимів «Тюрма на Лонцького» (м. Львів), під час якого були вилучені архівні матеріали та особисті комп'ютери осіб, що працюють в музеї

Міський Голова міста Харкова Кернес Геннадій Адольфович та суддя Дзержинського районного суду м. Харкова Лазюк Сергій Володимирович
Номінація: за порушення права на мирний протест під час захисту громадськістю Харківського міського парку ім. Горького
Зокрема, вони є відповідальними за:
- Невиправдане застосування сили до громадян для придушення мирних протестів
- Призначення 9 червня 2010 року 15 діб адміністративного арешту двом захисникам Харківського міського парку ім. Горького — Андрію Яварницькому та Денису Чернезі, що дало підстави Міжнародній правозахисній організації «Міжнародна Амністія» визнати їх в'язнями сумління
- Порушення екологічних прав та ігнорування думки громадськості

## Хто може подати заявку на «Будяк року»?
Номінувати на отримання Антипремії може будь-яка фізична чи юридична особа, яка перебуває під юрисдикцією України, за винятком органів державної влади, місцевого самоврядування та політичних партій. Анонімні заявки не розглядаються.